# رهوة الشهدا (يهر)

تعديل مصدري - تعديل

رهوة الشهدا هي إحدى قرى عزلة يهر بمديرية يهر التابعة لمحافظة لحج، بلغ تعداد سكانها 32 نسمة حسب تعداد اليمن لعام 2004.